# 室蘭港
室蘭港（日语：むろらんこう）是位於日本北海道室蘭市的一座港口。港口管理者是室蘭市。在日本的港灣法上，室蘭港被指定為國際據點港灣。在港則法上則被指定為特定港。室蘭港位於北海道內浦灣東端，自1872年（明治5年）開港以來就是海陸交通的要衝，發揮了重要的作用。1965年（昭和40年），室蘭港被指定為特定重要港灣。室蘭港三面被丘陵環繞，是天然良港。室蘭港是一座以煉鋼、石油精製等為主的臨海工業港，並且也是一座流通拠点港。現在港灣區域面積是1.610ha，全年入港船隻數達8000艘，利用人數超過30萬。

## 外部連結
- 室蘭港官方網站 - 室蘭市
- 室蘭港湾事務所 - 国土交通省北海道開発局